# Kabardijnse Autonome Oblast
De Kabardijnse Autonome Oblast (Russisch: Кабардинская автономная область, Kabardinskaja avtonomnaja oblast) was een autonome oblast in de Sovjet-Unie. De autonome oblast ontstond op 1 september 1921 uit de Sovjetrepubliek der Bergvolkeren en omvatte in haar kern het woongebied van de Kabardijnen. 
De autonomie van de oblast en de nationale etnische politiek, ook wel korenisatie genoemd, was een reactie van de Sovjetleiders op de russificatie die de tsaren van het keizerrijk Rusland in het gebied die tot discriminatie  geleid had. Het gebied van de Kabardijnse Autonome Oblast werd op 16 januari samengevoegd met  het grondgebied van de Balkaren tot de Kabardino-Balkaarse Autonome Oblast.